# Pfarrkirche Maria Alm

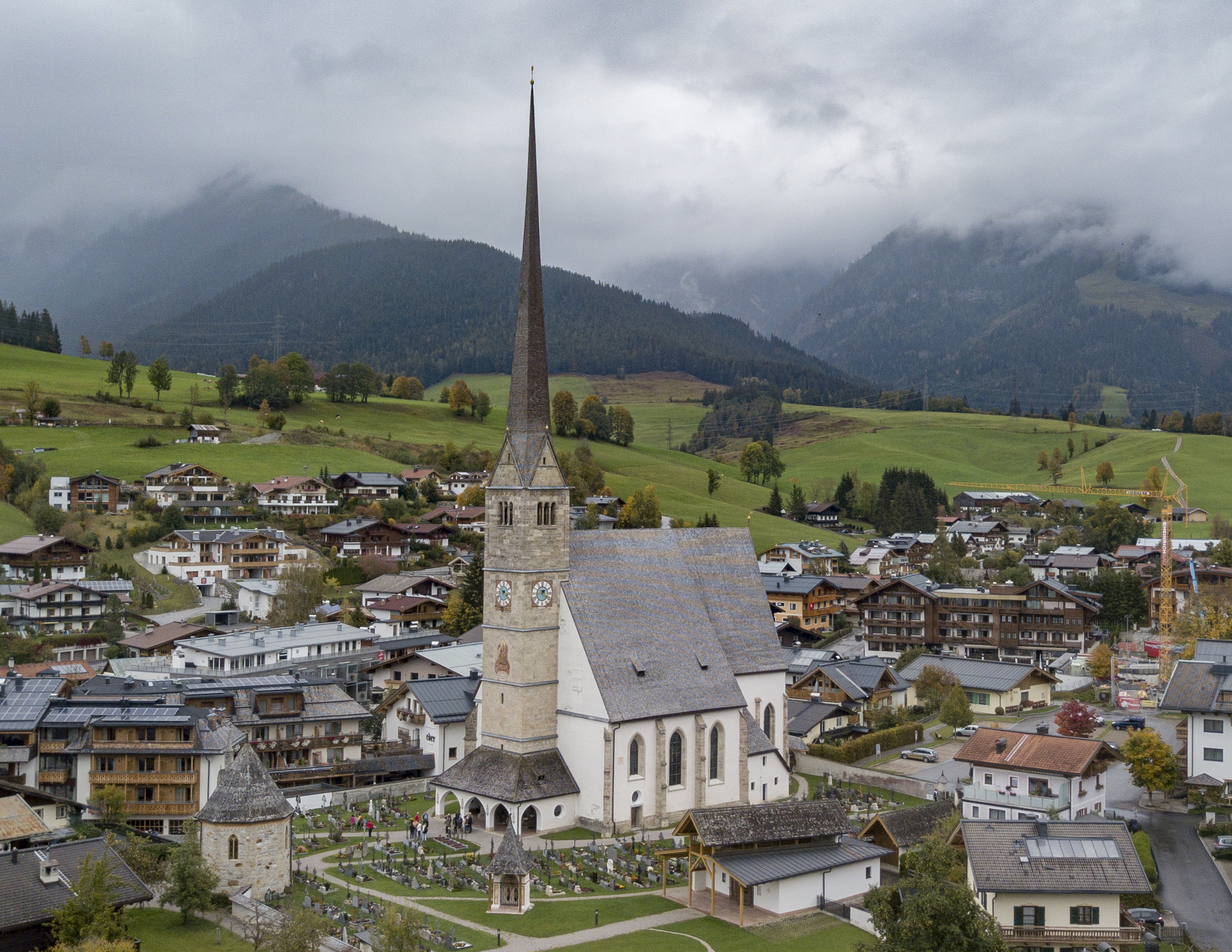
Pfarrkirche zu U. L. Frau Geburt

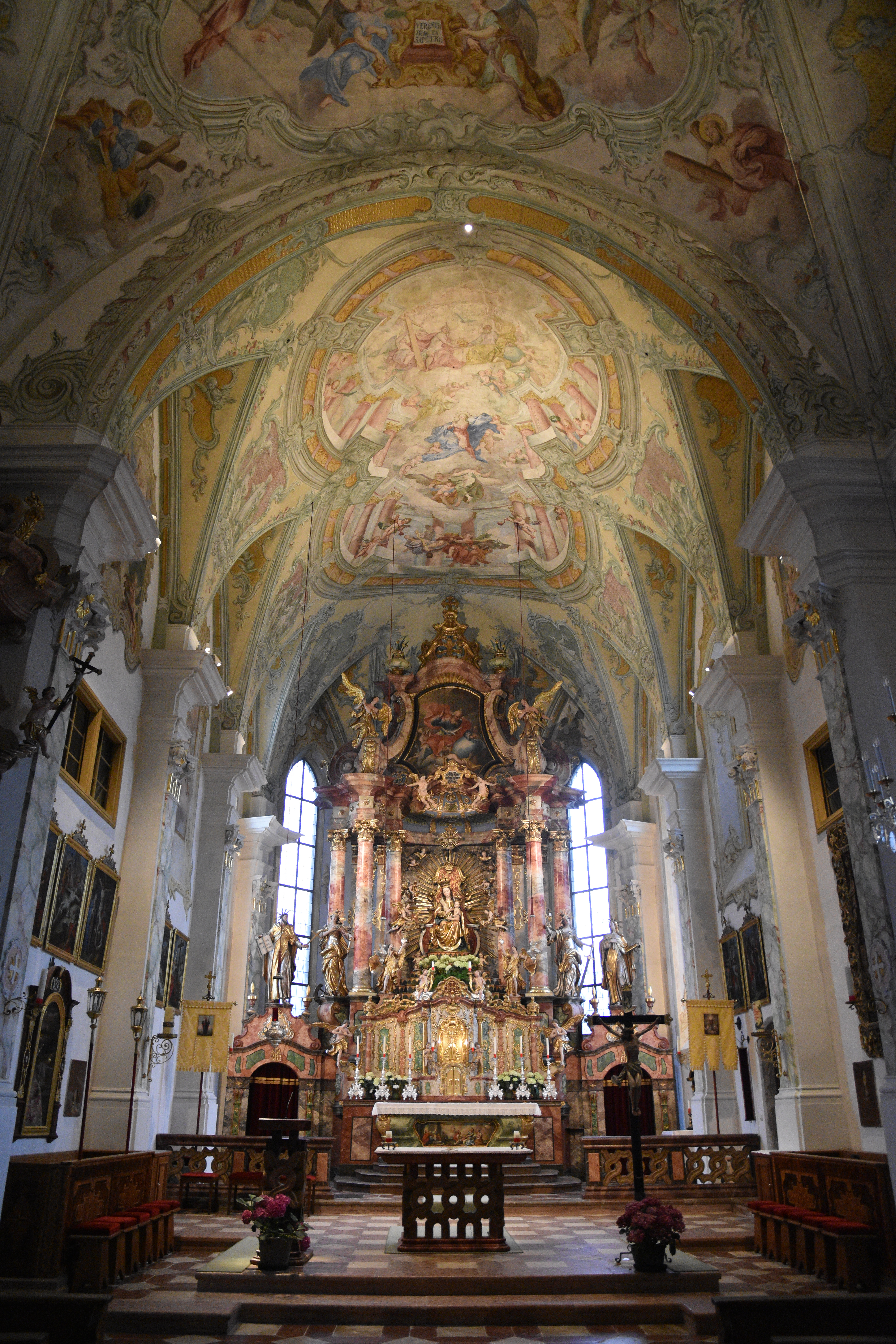
Hochaltar Pfarrkirche Maria Alm

Die Pfarr- und Wallfahrtskirche Maria in der Albm ist eine römisch-katholische Marienkirche in Maria Alm am Steinernen Meer im Pinzgau, Land Salzburg (Österreich).  Sie gehört zum Dekanat Saalfelden der Erzdiözese Salzburg. Das Patroziniumsfest wird am 8. September, Mariä Geburt, begangen. Seit Gründung der Pfarre Maria Alm im Jahre 1858 dient die einst bedeutende Wallfahrtskirche als Pfarrkirche. Die Kirche und der Friedhof stehen unter Denkmalschutz (Listeneintrag).

## Geschichte
In der Gegend von Maria Alm siedelten Kelten, wie diesbezügliche Funde ergaben. Dann herrschten dort die „Herren von der Almb“, die auch die erst kleine Kirche errichten ließen, welche 1374 als Gotteshaus Maria in der Almb urkundlich aufscheint. 1429 gewährte Papst Martin V. einen Ablass für Spenden für einen neuen Kirchenbau. Später ließen die Adeligen von der Almb, die auf dem Schattberg residierten, die Kirche erweitern und 1508 neu weihen. Dazu stiftete Berthold Pürstinger ein Vikariat, das bis 1858 bestand.

## Wallfahrtslegende
Auf dem Schattberg, etwa an der Stelle, wo ein Weg in den Jetzbachgraben führt, soll einmal ein Bär einen Arbeiter getötet haben. Daraufhin wurde an dieser Stelle ein auf Holz gemaltes Marienbild aufgestellt, das vor reißenden Bären schützen sollte. Später wurde für dieses eine hölzerne Kapelle errichtet. Als Gebetserhörungen kolportiert wurden, übertrug man das Gnadenbild um 1600 in die Kirche. Ab 1603 ist ein starker Zuzug an Wallfahrern zur Kirche dokumentiert. Wallfahrtsmotive waren hauptsächlich Angst vor Viehkrankheiten, Schutz vor Unwetter, Heilung von Augenleiden und allgemeine Kindsnöte.
Im 17. Jahrhundert wurden noch lebende Opfer als Votive  gebracht, nachweislich Kühe oder Kälber.

## Architektur
An das breit angelegte dreischiffige Langhaus der Hallenkirche schließt östlich ein einschiffiger Chor an, flankiert von Sakristeianbauten. Der Glockenturm ist mittig an die Westfassade gebaut. Die Kirche ist von einem ummauerten Friedhof umgeben.
Das Kirchenäußere zeigt vor der Westfront den fünfgeschoßigen Turm, er zeigt im dritten Geschoß eine Wandmalerei mit einem Gnadenbild, im vierten Geschoß sechs Wappenschilde, das fünfte Geschoß nennt 1518 und 1905 und hat Triforenfenster, der Turm trägt über einem Maßwerkfries einen hohen Spitzgiebelhelm. Die eingeschoßige Turmvorhalle mit spitzbogigen Arkaden umschließt dreiseitig den Turm. Das Langhaus zeigt mehrfach abgetreppte Strebepfeiler teils übereck gestellt. Nördlich im zweiten Joch befindet sich ein vermauertes rechteckig gerahmtes gotisches mehrfach gekehltes Portal. Die Fassade unter einem steilen Satteldach zeigt Spitzbogenfenster. Der polygonale Chor zeigt dreifach abgestufte Strebepfeiler, wobei die zweite Stufe übereck gestellt wurde. Die profilierten Fenster sind spitzbogig, das Achsenfenster ist vermauert. Die flankierende Sakristeianbauten am Chor sind zweigeschoßig, die nördliche Sakristei zeigt Fenster mit spätgotisch abgefastes Gewänden.
Das Kircheninnere zeigt eine um zwei Stufen abgesenkte Turmhalle unter einem Sternrippengewölbe auf Konsolen. Das spitzbogige Hauptportal ist mehrfach gekehlt und zeigt im Tympanon das Bild Leiden Christi aus dem 17. Jahrhundert. Das Langhaus ist eine dreischiffige Halle von drei Jochen Länge. Seine ehemals gotisches Gewölbe wurden barock verändert. Das Mittelschiff ist mit einer Stichkappentonne gedeckt. Ein eingezogener spitzbogigen Triumphbogen leitet in den zweijochigen Chor mit einem Fünfachtelschluss. Nur am Achsenfenster sind die gotischen Dienste erhalten.

## Ausstattung
Den Hochaltar aus 1753 baute Veit Häusl, er trägt mittig die Figur Maria mit Kind aus 1470/1480 und die Figuren Hll. Katharina und Barbara und über den Opfergangsportalen die Figuren der Hll. Simon Stock und Theresia vom Bildhauer Daniel Mayr, das Oberbild Gottvater malte Georg Kreuzer 1753.

### Orgel
Die Orgel schuf Matthäus Mauracher d. Ä. im Jahr 1868. Anfang September 1876 beschwerte sich Pfarrer (1872–1891) Franz Seraph Frauenschuh über die verstimmte Orgel  und monierte, dass sie durch die Ungeschicklichkeit des Organisten Defekte aufweise. Insbesondere war das Instrument  durch Staub verschmutzt, der bei den Malerarbeiten im Jahr 1875, bei der alle Fresken überstrichen worden waren, angefallen war. Um den Preis von 695 fl. reinigte  Albert Mauracher die Orgel und veränderte 1887 die Disposition:  die Quinte 2 2⁄3′ im I. Manual ersetzte er durch das Register Salizional 8′, und im II. Manual baute er eine Dulziana 8′ anstelle des Registers Flautino 2′ ein. Die Kollaudierung der Orgel nahm der Saalfeldener Organist Eduard Wurzinger am 5. November 1887 vor, bei welcher er die Arbeiten Albert Maurachers als sehr gelungen bezeichnete.

| I. Manual C–f3   |        |
| Manual Untersatz | 16′    |
| Bordun           | 16′    |
| Oktavbass        | 8′     |
| Principal        | 8′     |
| Gedeckt          | 8′     |
| Gamba            | 8′     |
| Philomela        | 8′     |
| Oktav            | 4′     |
| Quinte           | 2 ⁄3′  |
| Superoktav       | 2′     |
| Mixtur           | 3-fach |

| II. Manual C–f3  |    |
| Geigen Prinzipal | 8′ |
| Doppelflöte      | 8′ |
| Geigen Prästant  | 4′ |
| Floete           | 4′ |
| Flautino         | 2′ |
|                  |    |

| Pedal C–c1 |     |
| Violon     | 16′ |

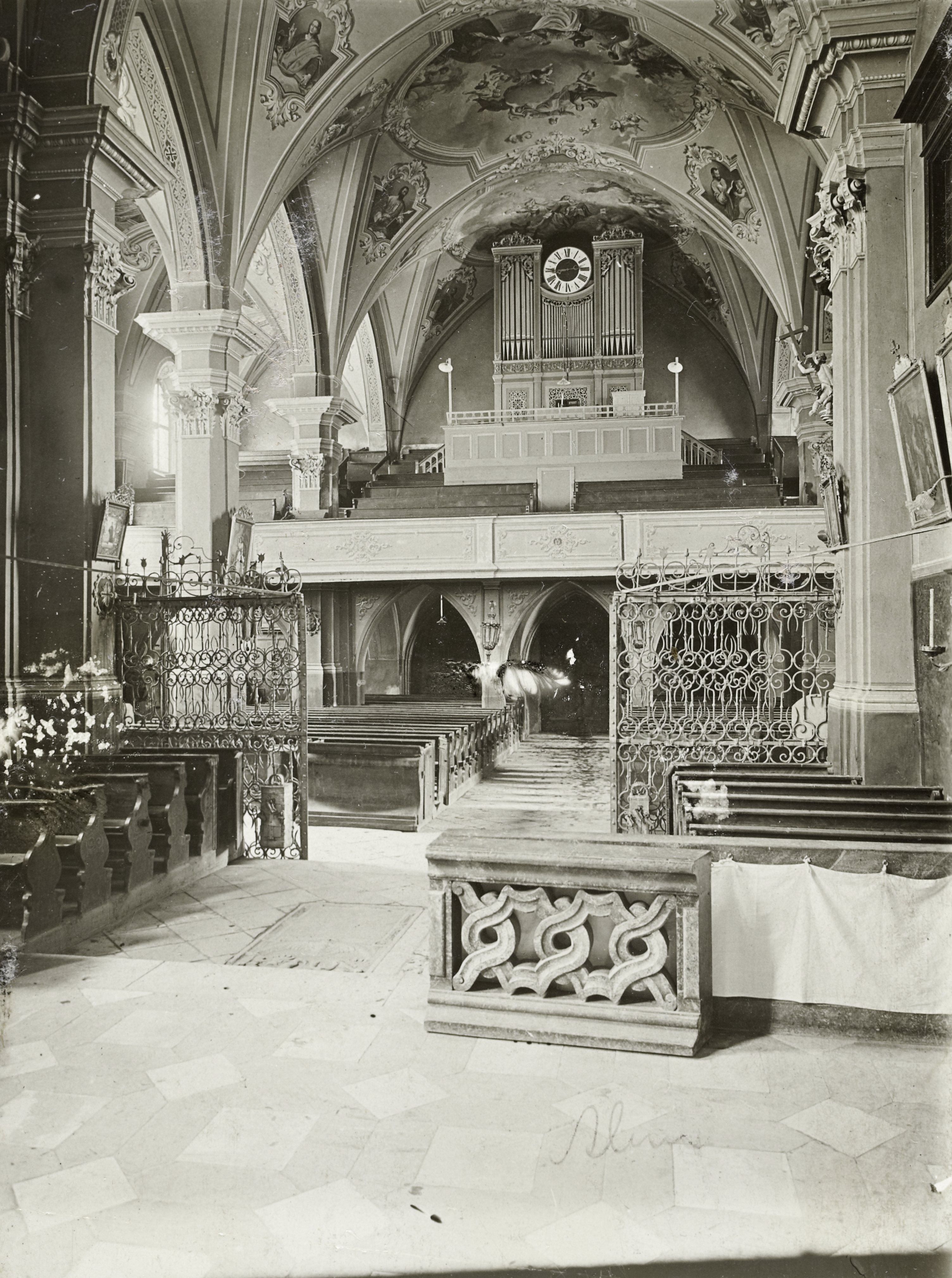
Mauracher-Orgel um 1903, mit ursprünglichem Labienverlauf.

- Koppeln: II/I, II/P (Ventilkoppel).

Anmerkungen
1. ↑  C–f0
2. ↑  fis0–f3
3. ↑  fis0–f3
4. ↑  1887 durch das Register Salizional 8′ ersetzt
5. ↑  1887 durch das Register Dulziana 8′ ersetzt

In den Jahren 2021/2022 wurde die Orgel von dem Berliner Orgelbauer Karl Schuke umgebaut bzw. reorganisiert.

#### Disposition seit 2022
| I. Manual C–f3 |        |
| Bordun         | 16′    |
| Principal      | 8′     |
| Philomela      | 8′     |
| Gamba          | 8′     |
| Oktav          | 4′     |
| Flöte          | 4′     |
| Supperoktav    | 2′     |
| Mixtur         | 3-fach |
| Trompette      | 8′     |

| Echowerk C–f3    |    |  |
| Geigen Prinzipal | 8′ |  |
| Doppelflöte      | 8′ |  |
| Salicional       | 8′ |  |
| Unda Maris       | 4′ |  |
| Geigen Prästant  | 4′ |  |
| Philomela        | 4′ |  |
| Flagiolet        | 2′ |  |
| Cornet           |    |  |
| Bassethorn       | 8′ |  |

| Pedal C–d1 |     |
| Violonbass | 16′ |
| Subbass    | 16′ |
| Octavbass  | 8′  |
| Flötenbass | 8′  |
| Bombardon  | 16′ |

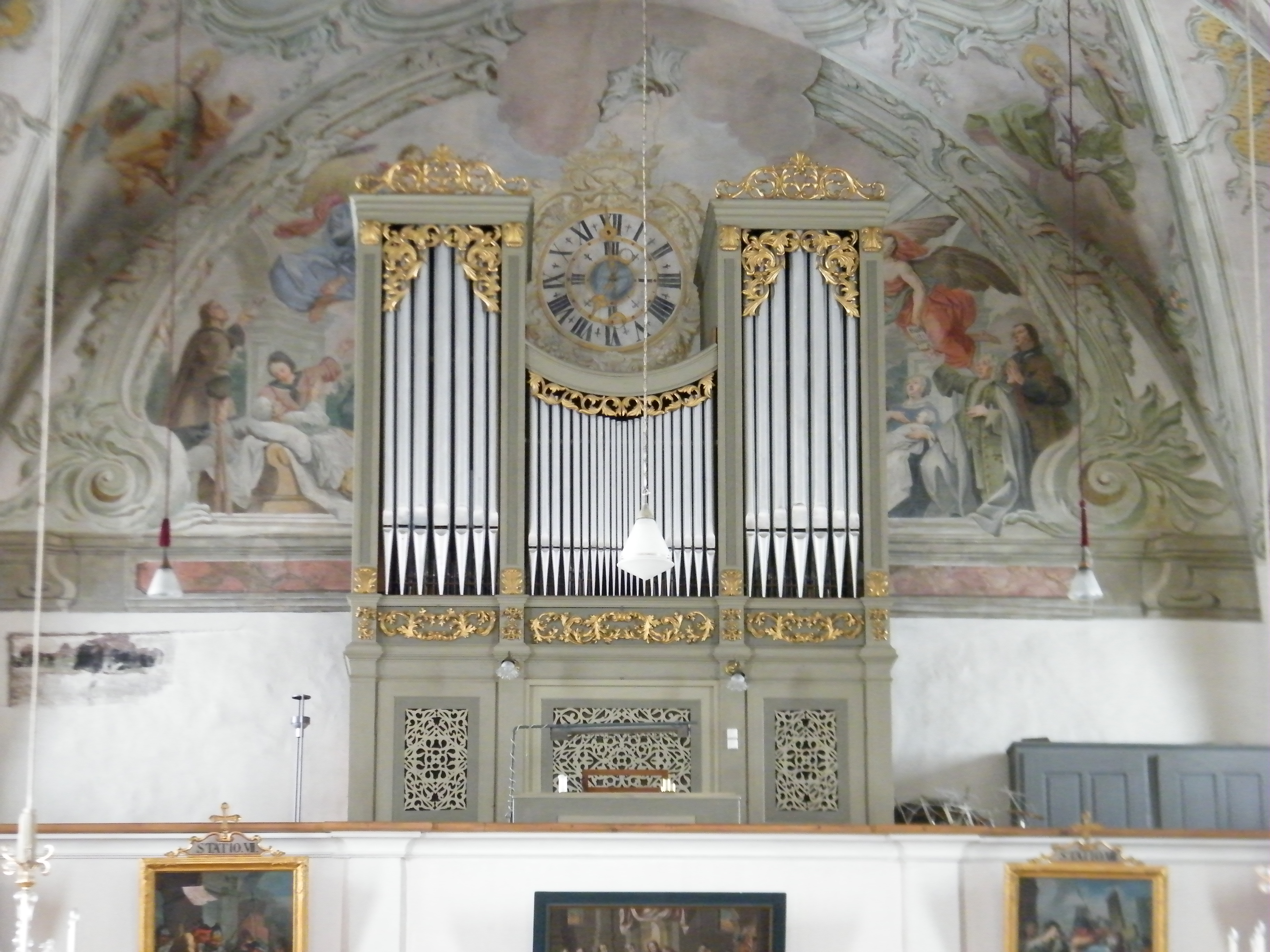
2012, mit Labienverlauf der Ersatz-Prospektpfeifen aus dem Jahr 1926.

- Koppeln: II/I, Sub II/I, I/P, II/P.

Anmerkungen
1. ↑  aus dem I. Manual
2. ↑  aus dem I. Manual
3. ↑  aus dem I. Manual